# Defensa escandinava
La defensa escandinava és una obertura d'escacs que es caracteritza pels moviments:
1.e4 d5
L'escandinava és una de les obertures més antigues, documentada per primer cop a Scachs d'amor com a jugada entre Francesc de Castellví i Narcís Vinyoles a València el 1475, una partida que, de fet, és la primera documentada en escacs moderns, i fou mencionada per Lucena el 1497. És una de les més antigues defenses asimètriques contra 1.e4, conjuntament amb la defensa francesa.
Anàlisis fetes per mestres escandinaus com ara Ludvig Collijn mostraren que és jugable per les negres.
Tot i que l'escandinava mai ha gaudit de massa popularitat entre els millors jugadors del món, Joseph Henry Blackburne i Jacques Mieses la varen fer servir sovint, i desenvoluparen enormement la seva teoria a les darreries del segle xix i començaments del xx. Aleksandr Alekhin la va emprar per entaular contra el Campió del món Emanuel Lasker a St. Petersburg 1914, i José Raúl Capablanca va guanyar dues partides amb ella a Nova York 1915. Bent Larsen la jugava de tant en tant i va guanyar el Campió del món Anatoli Kàrpov amb ella a Mont-real 1979, estimulant-ne així un augment de la popularitat. Fou més o menys en aquell moment quan el nom de l'obertura començà fixar-se com a "defensa escandinava". A partir dels 1960, David Bronstein i Nona Gaprindaixvili la varen jugar ocasionalment, i Ian Rogers la va adoptar sovint a començaments dels 1980. El 1995, l'escandinava va aparèixer en el matx pel Campionat del món d'escacs, a la 14a partida a Nova York. Viswanathan Anand amb negres va obtenir una posició excel·lent fent servir l'obertura contra Garri Kaspàrov, malgrat que Kaspàrov acabà guanyant.
L'obertura es classifica sota el codi B01 a l'Encyclopaedia of Chess Openings (ECO).
|  |

## Variants principals
Les blanques continuen normalment amb 2.exd5, moviment al qual les negres poden respondre principalment de dues maneres: 2...Dxd5 i 2...Cf6 (el gambit Marsall). El rar moviment 2...c6 fou jugat amb èxit per Joseph Blackburne en com a mínim una ocasió, però no és bo (després de 3.dxc6), i no es veu pràcticament mai a nivell magistral.

### 2...Dxd5
Després de 2...Dxd5, el moviment més habitual és 3.Cc3, ja que ataca la dama tot guanyant un temps. Contra 3.Cc3, les negres tenen unes poques opcions. 3...Da5 és considerada la línia "clàssica" i és actualment l'opció més popular. Una altra resposta per les negres que ha guanyat popularitat des de les darreries dels 1990, després que la fessin servir els Grans Mestres Serguei Tiviàkov i Bojan Kurajica és el més dinàmic 3...Dd6, anomenada variant Pytel. D'altres alternatives menys comunes són la retirada 3...Dd8 i 3...De5+ (la variant Patzer).
Una altra possibilitat és l'estranya 3...De6+ (la variant Mieses–Kotrc), amb la idea que després de la natural obstrucció 4.Ae2, les negres fan 4...Dg6 atacant el peó de g2. Aquest sistema és vist normalment com a molt dolent, perquè les negres no han desenvolupat res més que la dama, mentre que les blanques desenvolupen totes les seves peces menors. David Letterman va jugar aquesta línia amb negres en una partida televisada contra Garri Kaspàrov, en la qual Letterman va rebre escac i mat en 23 moviments.
Retornant a la línia principal després de 3.Cc3 Da5, les blanques poden triar diferents disposicions de peces. Una línia comuna és 4.d4 c6 (o 4...e5) 5.Cf3 Cf6 6.Ac4 Af5 (6...Ag4 és una opció diferent) 7.Ad2 e6. Les blanques tenen ara diferents opcions, com l'agressiva 8.De2, o la més tranquil·la 8.0-0. L'estructura de peons negra (peons a e6 i c6) s'assembla a la de la defensa Caro-Kann, i per això molts jugadors de Caro–Kann desitjosos d'augmentar el seu repertori han adoptat aquesta forma d'escandinava.
Una altra disposició després de 3...Da5 seria fixar l'objectiu al peó de b7 tit fianquetant l'alfil a la diagonal h1–a8, en comptes de situar-lo a la diagonal a2–g8, amb 4.g3 Cf6 5.Ag2 c6 6.Cf3 seguit de 0-0, Tb1, i a continuació b4–b5.
Una aproximació més especulativa contra 3...Da5 és el gambit 4.b4?! Si les negres juguen correctament, les blanques es quedarien sense compensació pel peó sacrificat, però això és difícil de provar sobre el tauler.
Com a alternativa a 3.Cc3 hi ha 3.d4, que pot transposar en una variant de la defensa Nimzowitsch després de 3...Cc6 (1.e4 Cc6 2.d4 d5 3.exd5 Dxd5), o bé les negres poden fer 3...e5 també. Després de 3...Cc6 4.Cf3 Ag4 5.Ae2 0-0-0 les negres tenen un millor desenvolupament, per compensar el centre de peons de les blanques després d'un futur c4. Les negres també poden contestar a 3.d4 amb 3...e5. Després de l'usual 4.dxe5, les negres acostumen a triar el sacrifici de peó 4...Dxd1+ 5.Rxd1 Cc6. Després que les blanques defensin el peó, les negres continuen amb ...Ag4+ i 0-0-0, per exemple, 6.Ab5 Ag4+ 7.f3 0-0-0+ i les negres tenen prou compensació pel peó, perquè estan millor desenvolupades i el rei blanc és bloquejat al centre. Menys popular és 4...Dxe5, ja que la dama ha mogut dos cops a l'obertura i roman al centre del tauler, on les blanques la poden atacar tot guanyan un temps (Cf3). De tota manera, Grans Mestres com ara Tiviàkov han demostrat que no és fàcil explotar aquest factor.
Una altra resposta comuna després de 2...Dxd5 és l'evasiva 3.Cf3. Després de 3...Ag4 4.Ae2 Cc6, les blanques poden transposar a les línies principals amb 5.d4, però tenen d'altres opcions, com ara 5.0-0.
La retirada 3...Dd8 es va veure a la partida Castellví – Vinyoles: la Variant Valenciana, i és per tant la més antiga de totes les línies de l'escandinava. Abans del segle xx, fou considerada sovint com a la línia principal, i fou titllada de "la millor" per Howard Staunton al seu Chess-Player's Handbook, tot i que fou gradualment substituïda per 3...Da5. Els anys 1960, 3...Dd8 va experimentar una certa revifalla després que fos jugada en una partida per Bronstein contra el GM Andrija Fuderer el 1959, malgrat que Bronstein acabà perdent aquesta partida. A la partida de Bronstein es va jugar l'antiga línia 4.d4 Cf6, mentre que altres Grans Mestres varen explorar els sistemes de fianchetto amb 4.d4 g6 i un posterior Cg8–h6.
De tota manera, la reputació de la línia va patir molt després d'una cadena de derrotes, incloses dues conegudes miniatures guanyades per Bobby Fischer contra Karl Robatsch el 1962 (posteriorment publicada a My 60 Memorable Games) i William Addison el 1970. La variant amb 4...g6 "ha estat sota un núvol des de l'aclaparadora victòria de Fischer", però la variant completa amb 3...Dd8 roman encara com a jugable, encara que hom la considera en certa manera, passiva.
El moviment 3...Dd6 és una altra manera de jugar contra 3.Cc3, i ha anat incrementant la seva popularitat en els darrers anys. A primera vista, el moviment sembla dubtós, exposant la dama a un posterior Cb5 o Af4, i durant molts anys es considerava feble per aquesta raó. De tota manera, nombroses partides de Grans Mestres han mostrat des de llavors que 3...Dd6 és prou jugable, i ha estat jugat de fet molts cops en partides d'alt nivell des de mitjans dels 1990. Els jugadors de blanques contra aquesta línia han trobat un sistema efectiu amb d4, Cf3, g3, Ag2, 0-0, i un futur Ce5 amb una posició forta i activa.

### 2...Cf6
L'altra branca principal de la defensa escandinava és 2...Cf6, de vegades conegut com a gambit Marshall en honor del campió estatunidenc Frank Marshall, qui va jugar la línia. La idea és endarrerir la captura del peó de d5 durant un moviment més, evitant la pèrdua de temps en què incorren les negres a les línies amb ...Dxd5 després de 3.Cc3. Ara les blanques tenen diverses possibilitats:
La variant moderna és 3.d4. El Gran Mestre John Emms diu que aquesta és la línia principal de les variants amb 2...Cf6, indicant que "3.d4 és el moviment habitualment triat per les blanques... i és fàcil de veure per què és tan popular." La idea rere la variant moderna és retornar el peó per tal d'aconseguir un ràpid desenvolupament. 3...Cxd5 és la resposta més òbvia. Les negres recuperen el peó, però les blanques poden guanyar algun temps atacant el cavall. Les blanques responen normalment 4.c4, obligant el cavall a moure de nou. Les tries més habituals són 4...Cb6, la qual segons Ron Harman i Shaun Taulbut és l'opció més activa, i 4...Cf6, que Emms qualifica de "certament inusual, però possible." Una tercera alternativa és la truquera variant Kiel (4...Cb4?!), descrita per Harman i Taulbut com a "una tria especulativa". Les negres esperen 5.Da4+ C8c6 6.d5? b5! amb bona partida. Però les blanques obtenen un gran avantatge després de 5.a3 C4c6 6.d5 Ce5 7.Cf3 (o 7.f4 Cg6 8.Ad3 e5 9.De2) o 5.Da4+ C8c6 6.a3!, i per això la variant Kiel es veu molt poc en la pràctica. Les blanques poden també fer 4.Cf3 Ag4 5.c4. Ara 5...Cb6 6.c5!? és una línia complicada; les negres han de respondre amb 6...C6d7!, més que amb 6...Cd5? 7.Db3, i les negres abandonaren després de 7...b6? 8.Ce5! a Timman–Bakkali, Olimpíada de Niça 1974, i 7...Axf3 8.Dxb7! Ce3 9.Dxf3 Cc2+ 10.Rd1 Cxa1 11.Dxa8 també és guanyador per les blanques.
Una alternativa a 3...Cxd5 és 3...Ag4!?, l'aguda variant portuguesa o variant Jadoul. En aquesta línia, les negres entreguen el peó-d per tal d'assolir un ràpid desenvolupament i activitat de peces; el joc resultat és sovint similar al del gambit islandès. La continuació normal és 4.f3 Af5 5.Ab5+ Cbd7 6.c4. Es veu ocasionalment 3...g6, la variant Richter, que va ser jugada algun cop per Kurt Richter els 1930.
Una altra resposta habitual és 3.c4, amb la qual les blanques intenten retenir el peó extra, al cost de la inactivitat de l'alfil de caselles blanques. Ara les negres poden fer 3...c6, el gambit escandinau, que és el moviment més comú. La línia 4.dxc6? Cxc6, descrita per Emms com a "un peó miserablement guanyat", dona a les negres molta pressió central i desenvolupament. Més comú després de 3...c6 és 4.d4 cxd5, transposant a l'atac Panov–Botvinnik de la defensa Caro-Kann. 3...e6!? és l'agut gambit islandès o gambit Palme, inventat per mestres islandesos que cercaven una alternativa a la més comuna 3...c6. Les negres sacrifiquen un peó per aconseguir un ràpid desenvolupament. Hom pensa que la línia més crítica en aquesta variant de doble tall és 4.dxe6 Axe6 5.Cf3.
Una tercera alternativa rellevant és 3.Ab5+. La rèplica més popular és 3...Ad7, tot i que l'estranya 3...Cbd7 està rebent certa atenció recentment. Després de 3.Ab5+ Ad7, les blanques tenen diverses opcions. La més òbvia és 4.Axd7+, després de la qual les blanques poden jugar a mantenir el peó de més amb 4...Dxd7 5.c4. La línia principal històrica és 4.Ac4, que pot conduir a un joc molt agut després de 4...Ag4 5.f3 Af5 6.Cc3, o 4...b5 5.Ab3 a5. Finalment, 4.Ae2 ha esdevingut recentment més popular, intentant explotar l'alfil desplaçat de d7 després de 4...Cxd5.
3.Cf3 de les blanques és un moviment flexible, depenent de la resposta negra, i que pot transposar a línies amb ...Cxd5 o ...Dxd5.
3.Cc3 de les blanques transposa a una línia de la defensa Alekhin, que normalment es veu després de 1.e4 Cf6 2.Cc3 d5 3.exd5, que generalment es considera d'igualtat. Després de 3...Cxd5 4.Ac4, la resposta més comuna és 4...Cb6, tot i que 4...Cxc3, 4...c6, i 4...e6 són també continuacions viables.

### Alternatives a 2.exd5
Hi ha diversos camins per les blanques per tal d'evitar les línies principals de la defensa escandinava. Una opció seria evitar el canvi del peó-e pel peó-d. Això es dona principalment amb el moviment 2.Cc3, que transposa a l'obertura Dunst després de 2...d4 o de 2...dxe4. Si en canvi les blanques fan 2.e5?!, les negres poden fer 2...c5, desenvolupar l'alfil de dama, i jugar e6, assolint un esquema de defensa francesa millorat, ja que a la francesa estàndard l'alfil de caselles blanques resta silenciat a c8. També es pot comparar aquesta línia amb la variant de la Caro–Kann 1.e4 c6 2.d4 d5 3.e5 c5!?; ja que a la línia de l'Escandinava les negres han fet c5 d'un sol cop en comptes de dos moviments, i tenen una posició confortable.
Les blanques poden també jugar un gambit entregant el peó-e, amb 2.d4, transposant així al dubtós gambit Blackmar-Diemer. Són possibles d'altres línies, però són poc vistes, i generalment es consideren molt dubtoses; entre elles hi ha 2.Cf3?! (el gambit Tennison), 2.g4?! (el gambit Zilbermints), i 2.d3 dxe4 3.Cc3. D'altres segons moviments per les blanques són molt rars.
En general, cap d'aquestes línies secundàries no ofereix a les blanques res més que la igualtat, i la immensa majoria dels mestres trien 2.exd5 contra l'escandinava. Es podria dir que l'escandinava és la defensa més "forçosa" contra 1.e4, en el sentit que restringeix les blanques a un nombre relativament petit d'opcions. Això ha ajudat a fer la defensa escandinava bastant popular entre els jugadors de club, tot i que és rara a nivell de GM.

## Representació al cinema
La defensa escandinava és l'obertura triada per Ron Weasley a la pel·lícula de 2001 Harry Potter i la pedra filosofal. A l'escena en qüestió, Ron, Harry Potter i Hermione Granger han de jugar una partida d'escacs en un escaquer gegantí amb enormes peces d'escacs (és un de la sèrie de proves que hom ha de passar per tal d'arribar a la Pedra Filosofal). Ron fa servir aquesta defensa per verificar que la partida que està jugant, és, de fet, exactament igual que la dels escacs màgics (en què les peces estan encantades i poden esclafar-se literalment les unes a les altres).
Les posicions d'escacs usades a l'escena foren creades pel Mestre Internacional Jeremy Silman, tot i que no és clar si Silman fou el responsable de triar l'obertura.